# غوثيك 2
غوثيك 2 (بالإنجليزية: Gothic II)‏ هي لعبة فيديو من نوع  تقمص الأدوار من تطوير شركة بيرانها بايتس الألمانية ونشر شركة جو وود و أتاري، صدرت اللعبة في ألمانيا في نوفمبر 2002 على نظام مايكروسوفت ويندوز.